# 小尼德斯海姆
小尼德斯海姆是德国莱茵兰-普法尔茨州的一个市镇。总面积3.88平方公里，总人口943人，其中男性478人，女性465人（2011年12月31日），人口密度243人/平方公里。